# Louredo (Paredes)
Louredo é uma povoação portuguesa sede da Freguesia de Louredo do Município de Paredes, freguesia com 2,88 km² de área e 1384 habitantes (censo de 2021), tendo, por isso, uma densidade populacional de 480,6 hab./km².
Foi, até ao início do século XIX, cabeça da honra de Louredo, constituída também pelas freguesias de Beire e de Gondalães.
É também conhecida pelo nome de Louredo da Serra.

## Demografia
A população registada nos censos foi:
| Distribuição da População por Grupos Etários | Distribuição da População por Grupos Etários | Distribuição da População por Grupos Etários | Distribuição da População por Grupos Etários | Distribuição da População por Grupos Etários |
| -------------------------------------------- | -------------------------------------------- | -------------------------------------------- | -------------------------------------------- | -------------------------------------------- |
| Ano                                          | 0-14 Anos                                    | 15-24 Anos                                   | 25-64 Anos                                   | > 65 Anos                                    |
| 2001                                         | 268                                          | 214                                          | 735                                          | 147                                          |
| 2011                                         | 291                                          | 191                                          | 843                                          | 189                                          |
| 2021                                         | 178                                          | 191                                          | 809                                          | 206                                          |

## Património
- Pelourinho de Louredo
- Igreja de São Cristóvão
- Forca de Louredo
- Quinta de Sobrado de Cima e Capela de São José
- Quinta de Sobrado de Baixo e Capela de Santo António
- Quinta de Sobradelo de Cima e Capela de Santa Apolónia
- Quinta de Ribela de Baixo e Capela de Nossa Senhora da Vitória
- Casa da Castrália
- Casa da Touta e Capela de São Bento
- Casa de Louredo

## Festas e Romarias
- Nossa Senhora de Fátima (maio)
- São Cristóvão (terceiro domingo de agosto)

## Colectividades
- Associação Social Cultural de Louredo
- Futebol Clube Unidos de Louredo
- Futebol Clube "Estrelas de Carreiras Verdes"
- Clube de Caça e Pesca Paredes 2004
- Associação Louredo Aventura Motor Clube
- MAP - Movimento de Animação Paroquial
- Grupo de Bombos Amigos de Louredo